# Théâtre du Palais-Royal (1641–1781)
Ne pas confondre avec Théâtre du Palais-Royal, ouvert depuis 1830.

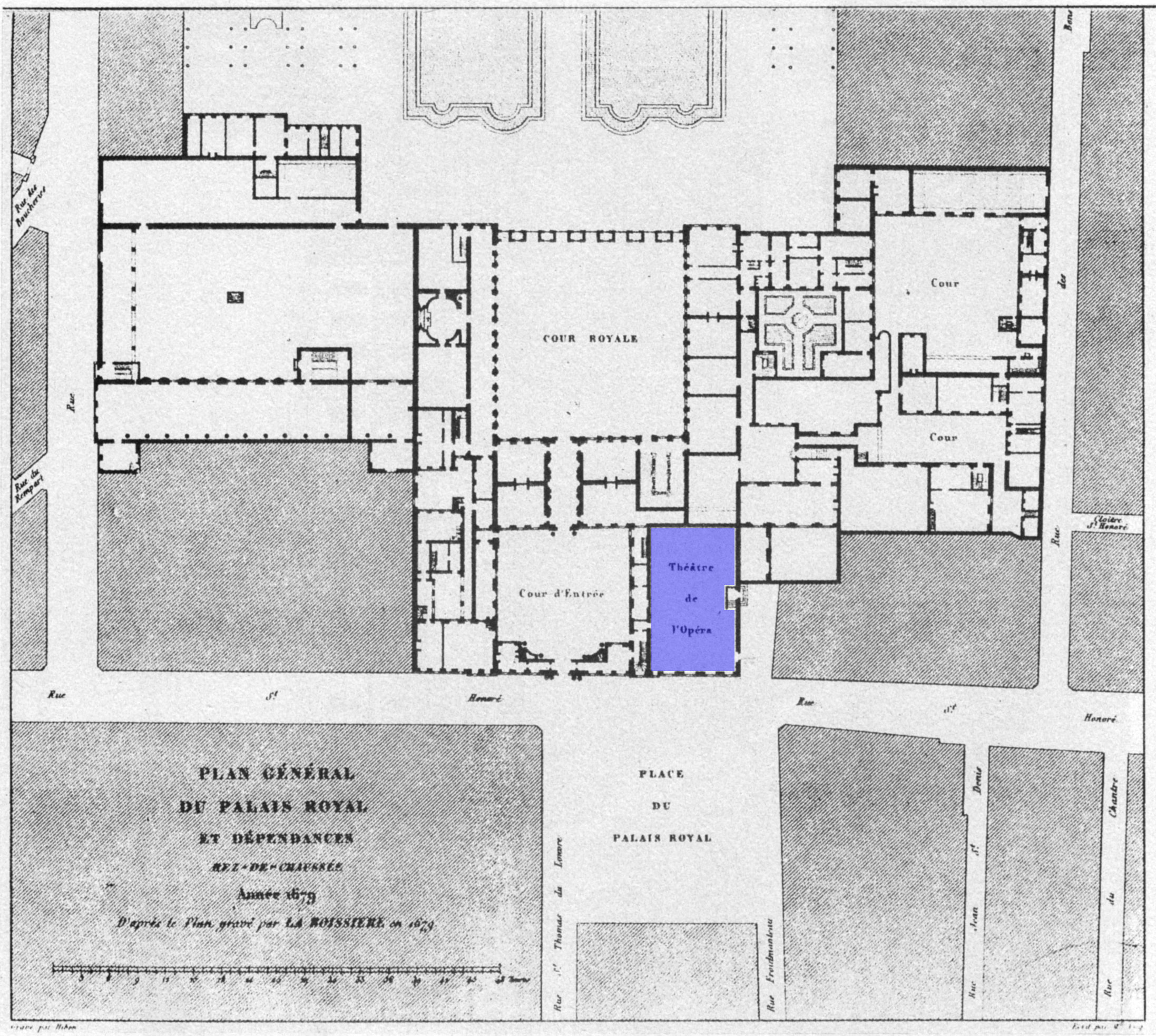
Plan du Palais-Royal en 1679, avec l'emplacement du premier théâtre en bleu.

Le théâtre du Palais-Royal (ou salle du Palais-Royal) sur la rue Saint-Honoré à Paris, était le théâtre situé dans l'aile Est du Palais-Royal, inauguré le 14 janvier 1641, avec une tragi-comédie de Jean Desmarets, Mirame.
Le théâtre était utilisé par la troupe de Molière de 1660 à 1673 et ensuite, comme théâtre d'opéra par l'Académie royale de musique pendant près d'un siècle, de 1663 à 1763, date à laquelle il a été détruit par un incendie. Reconstruit dès 1764 et rouvert en 1770, il fut de nouveau détruit par le feu en 1781 et jamais reconstruit.

## Premier théâtre
Le Palais-Royal est connu à l'origine comme le Palais-Cardinal, puisque construit dans les années 1630, comme résidence principale du Cardinal de Richelieu. En 1637, Richelieu demande à son architecte Jacques Lemercier d'y faire aménager une salle de spectacle, qui sera inaugurée en 1641 et connue pendant quelques années sous le nom de Grand Hall du Palais-Cardinal. En mourant, en 1642, Richelieu lègue le palais à Louis XIII. Il prend alors le nom de Palais-Royal, bien que le nom de Palais-Cardinal continue parfois à être utilisé,.

### Molière
La troupe de Molière et la troupe des Italiens présentent leurs spectacles sur le grand théâtre du Palais, entre janvier 1661 et Pâques 1673. Les plus célèbres comédies de Molière y sont créées, notamment L'École des femmes (représentée pour la première fois le 26 décembre 1662), Le Tartuffe (5 février 1669), Dom Juan ou le Festin de Pierre (15 février 1665), Le Misanthrope (4 juin 1666), L'Avare (9 septembre 1668), Le Bourgeois gentilhomme (le 23 novembre 1670) et Le Malade imaginaire (le 10 février 1673).

### Opéra de Paris

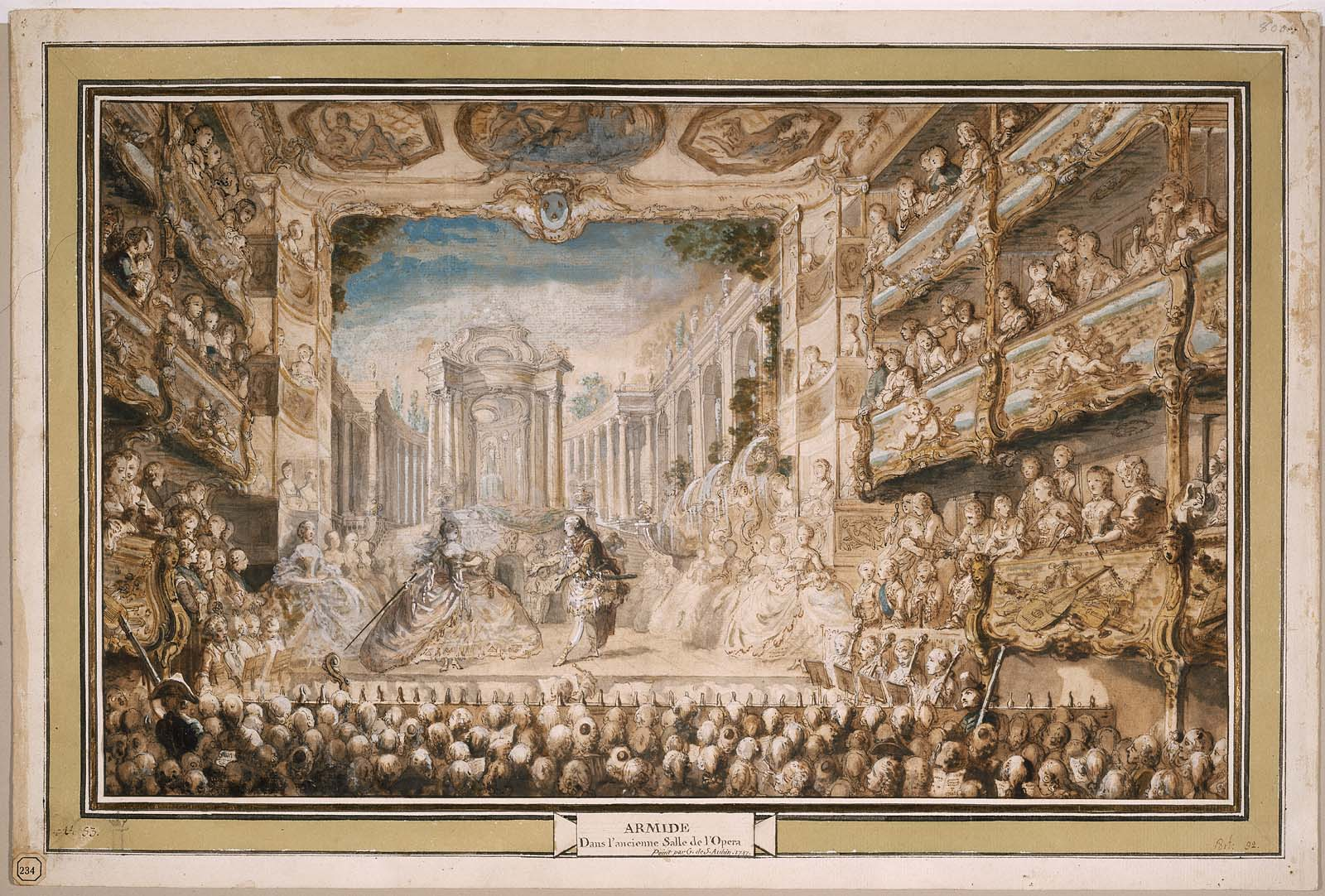
Armide de Lully, présenté dans la première Salle du Palais-Royal, dans la reprise de 1761.

À la mort de Molière, Lully, nommé en mars 1672, se voit octroyer la salle pour y créer ses opéra, dans le cadre de l'Académie royale de musique — nom de l'Opéra de Paris à l'époque — fondée en 1669 à l'instigation de Colbert. Il y fait réaliser de grands travaux, afin de permettre l'installation d'une nouvelle machinerie, conçue par Carlo Vigarani, capable de soutenir l'imposante série des opéras ultérieurs, qui y seront joués. Ce système remplace les anciennes machines conçues par Giacomo Torelli en 1645. Après les modifications de Vigarani, le théâtre permet d'accueillir près de 1 270 spectateurs : un parterre de 600 places debout, un amphithéâtre de 120 sièges et des loges avec balcon pouvant accueillir encore 550 fauteuils. La dimension de la scène est de 9,4 mètres sur 17 de profondeur, avec un espace à l'avant pour l'orchestre de 7,6 mètres et 3 mètres de profondeur. Les spectateurs s'y trouvaient « à l'étroit et la scène petite ». Les visiteurs étrangers rapportent leurs impressions : « Les décorations du Théâtre de l'Opéra sont belles, mais elles ne peuvent pas se comparer à celles d'Italie, parce que la petitesse du Théâtre ne permet pas de les faire aussi grandes & aussi étendues que dans les vastes Théâtres de Venise, Milan, etc. ».

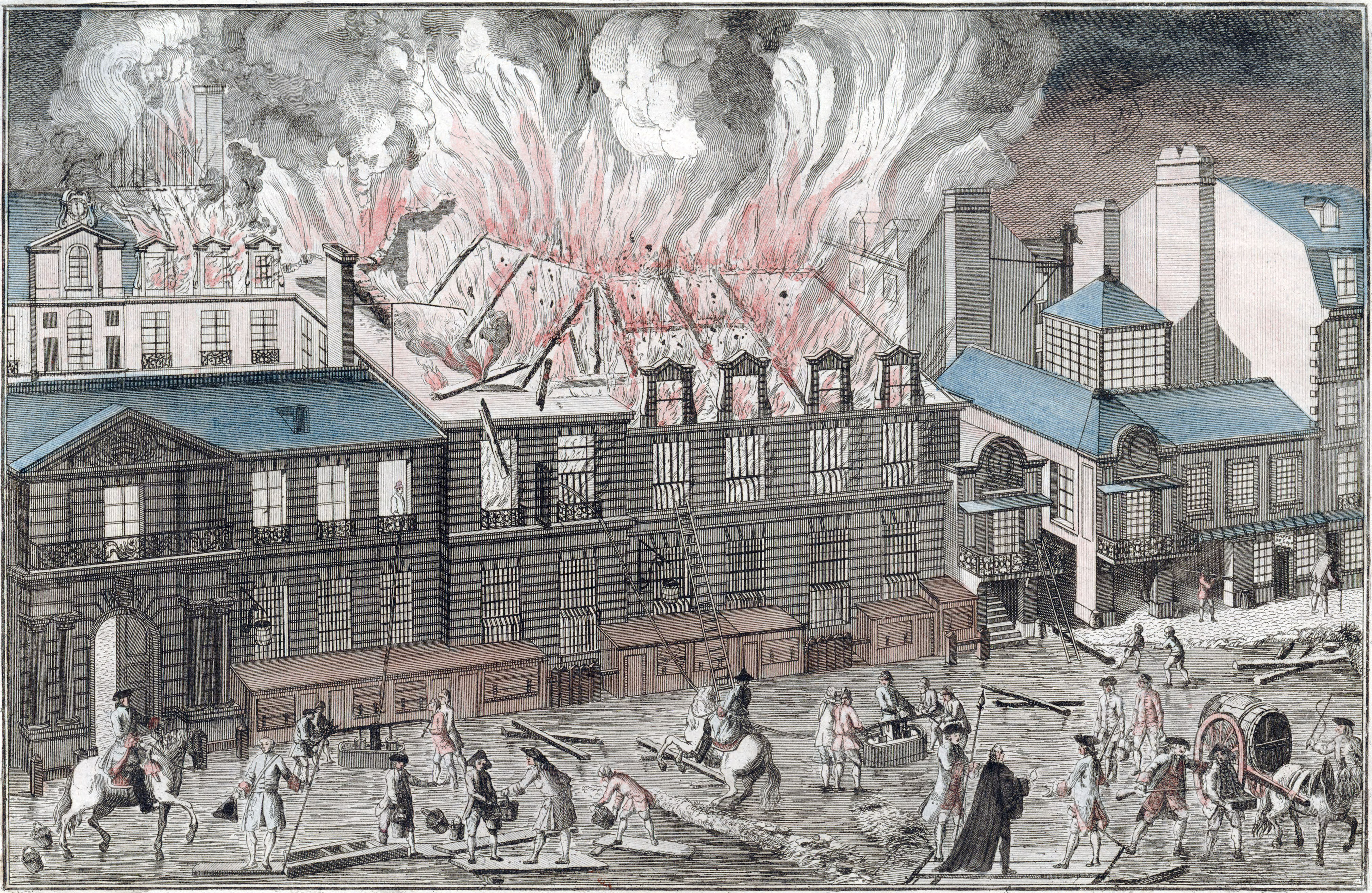
L'incendie de 1763.

Plusieurs opéras de Lully (tragédies en musique) sont créées au Palais-Royal, notamment Alceste (19 janvier 1674), Amadis (18 janvier 1684) et Armide (15 février 1686). Au XVIIIe siècle, Alcyone de Marin Marais y est créé (18 février 1706), comme beaucoup d'œuvres de Rameau : Hippolyte et Aricie (1er octobre 1733), Les Indes galantes (23 août 1735), Castor et Pollux (24 octobre 1737), Dardanus (19 novembre 1739) et Zoroastre (5 décembre 1749).
Le premier théâtre de l'Opéra est détruit par un incendie, le 6 avril 1763.

## Second théâtre

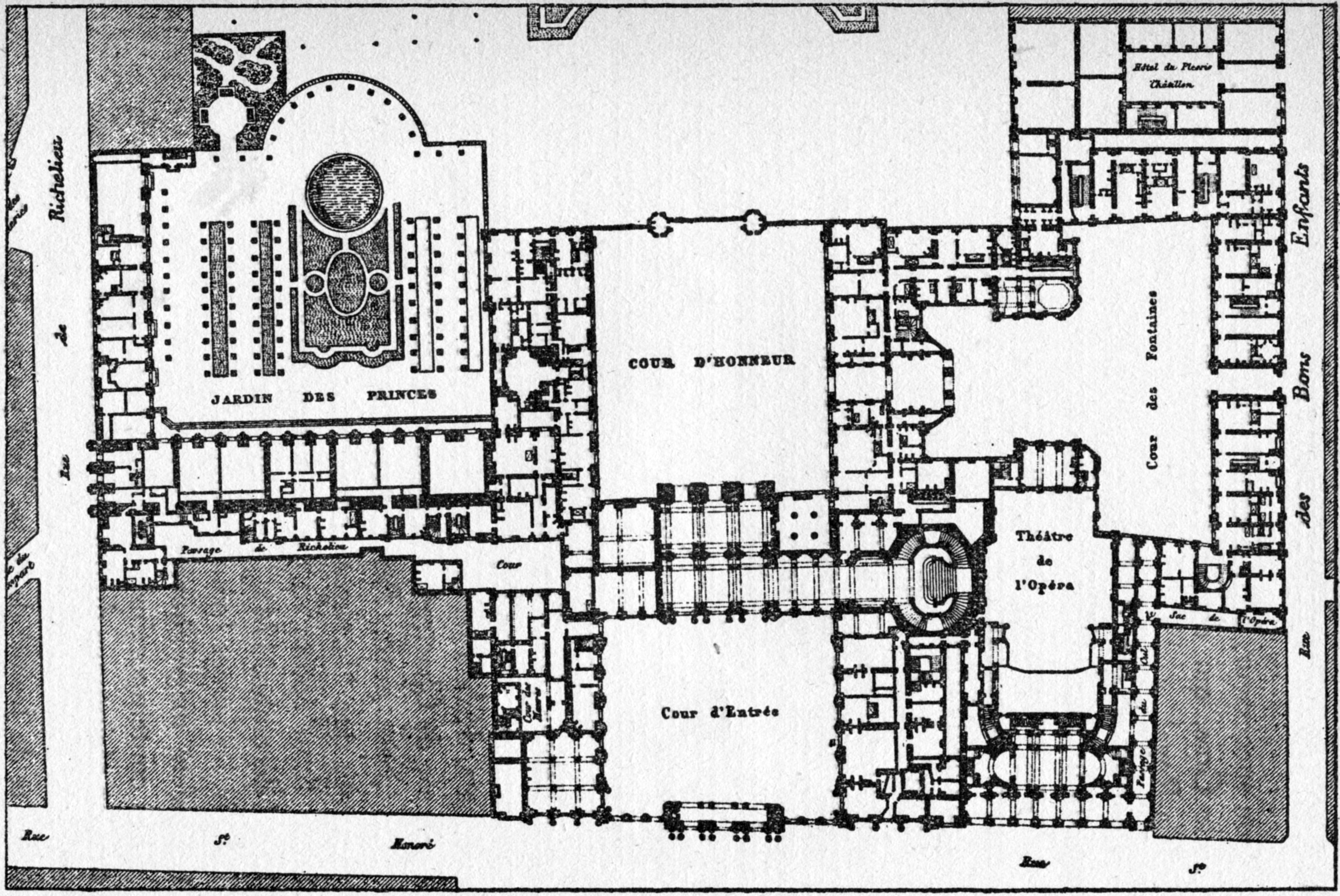
Plan du Palais-Royal en 1780 avec le théâtre de l'opéra de Moreau, dans le quadrant inférieur droit.

La ville de Paris, qui est responsable de la maison de l'opéra, décide de construire un nouveau théâtre, sur un site un peu plus à l'Est (où se trouve aujourd'hui la rue de Valois),. Dans l'intervalle, l'Académie se produit dans la Salle des Machines du Palais des Tuileries, réduite à une taille plus approprié pour l'opéra, tout d'abord, par l'architecte Jacques-Germain Soufflot. Le nouveau théâtre du Palais-Royal est conçu par l'architecte Pierre-Louis Moreau-Desproux et est le premier opéra spécialement construit à Paris. La salle avait une capacité de plus de 2 000 spectateurs.
Le nouveau théâtre est inauguré le 20 janvier 1770, avec un spectacle de Rameau, Zoroastre. Il est particulièrement intéressant de noter que c'est le théâtre où la plupart des opéras français de Christoph Willibald Gluck ont d'abord été créés, notamment Iphigénie en Aulide (19 avril 1774), Orphée et Eurydice (la version française d'Orfeo ed Euridice ; 2 août 1774), la version révisée d'Alceste (23 avril 1776), Armide (23 septembre 1777), Iphigénie en Tauride (18 mai 1779) et Echo et Narcisse (24 septembre 1779). Parmi les nombreuses autres œuvres créées : Atys de Piccinni (22 février 1780), l'Andromaque de Grétry (6 juin 1780), Persée de Philidor (27 octobre 1780) et l'Iphigénie en Tauride de Piccinni (23 janvier 1781).
Le théâtre est utilisé par l'Opéra, jusqu'au 8 juin 1781, date à laquelle il est détruit par le feu et jamais reconstruit. Le Théâtre de la Porte Saint-Martin, beaucoup plus au nord sur le Boulevard Saint-Martin, a été construit à la hâte en deux mois pour le remplacer. Dans l'intervalle, la compagnie d'opéra se produit dans la Salle des Menus-Plaisirs, rue Bergère.

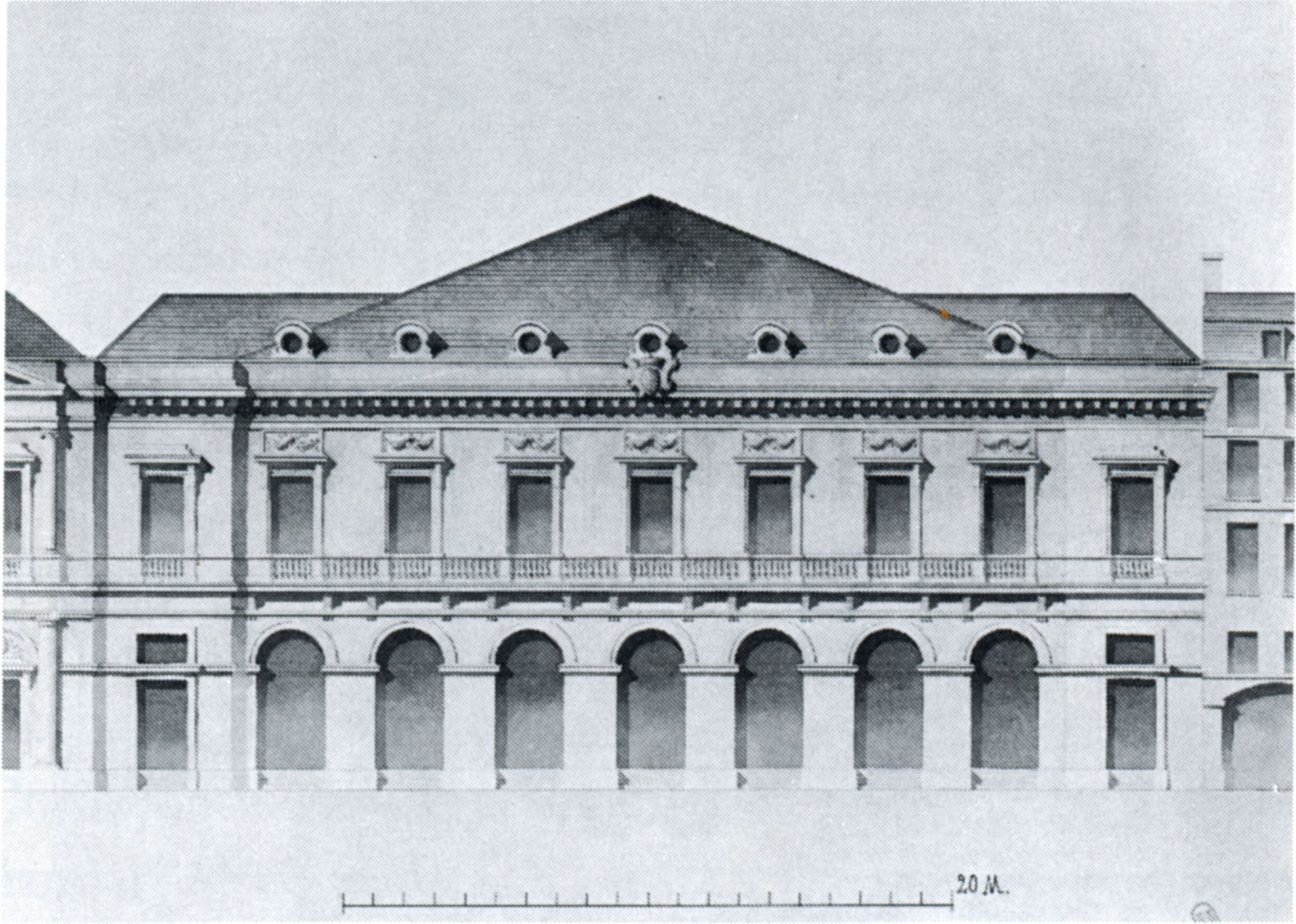
Facade du théâtre de l'Opéra de Moreau
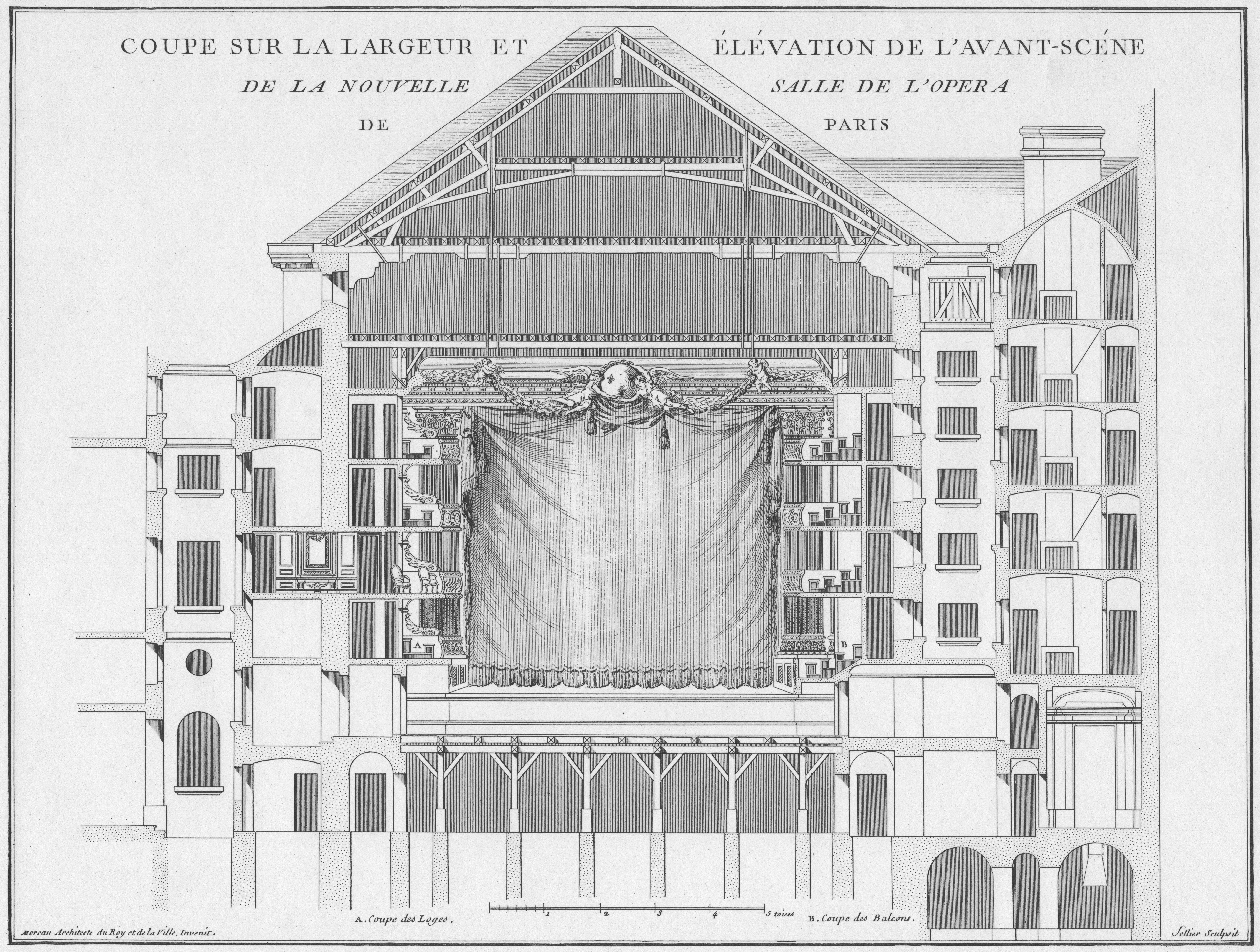
Coupe transversale
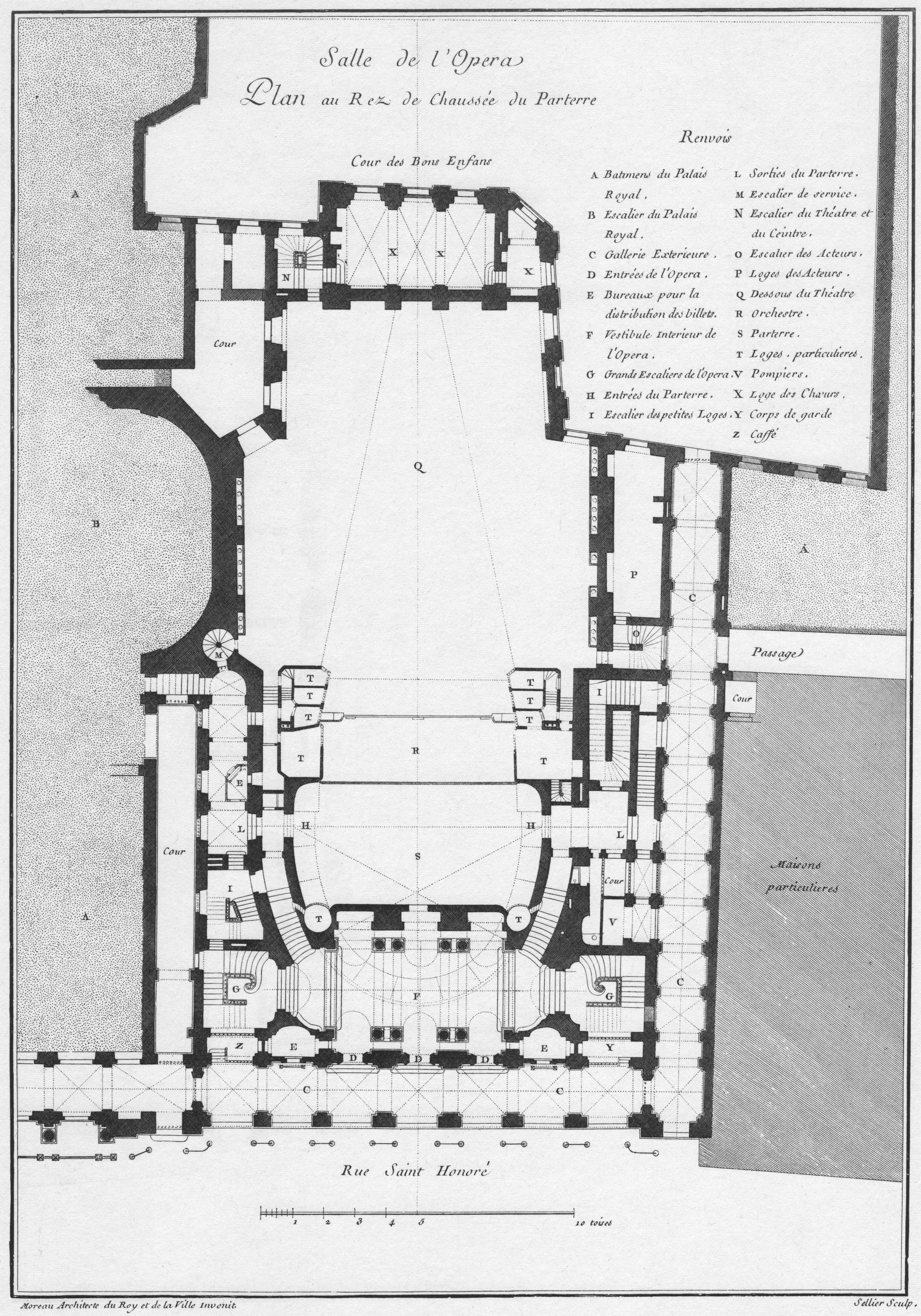
Plan au sol de l'étage
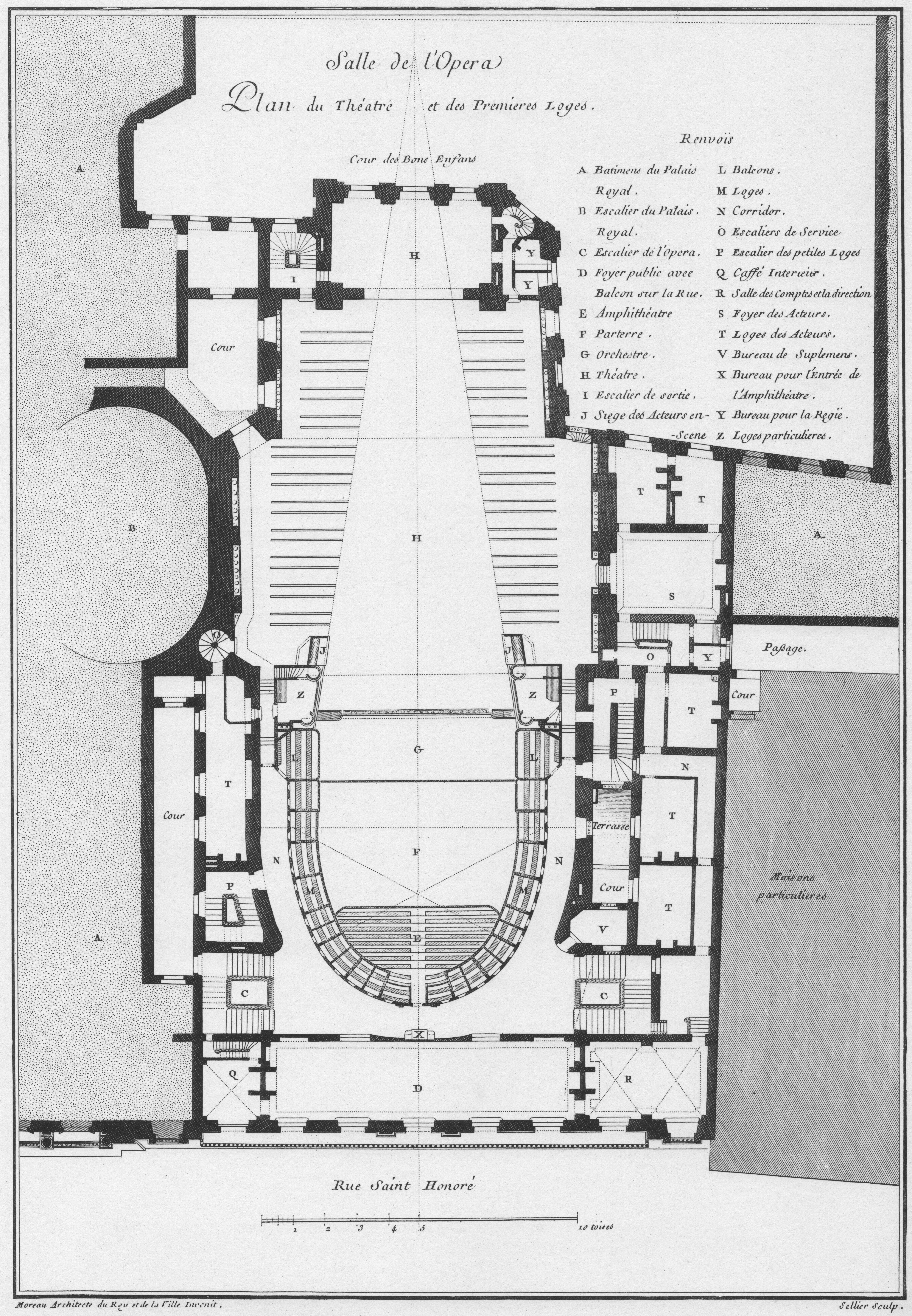
Niveau des premières loges

## Bibliographie

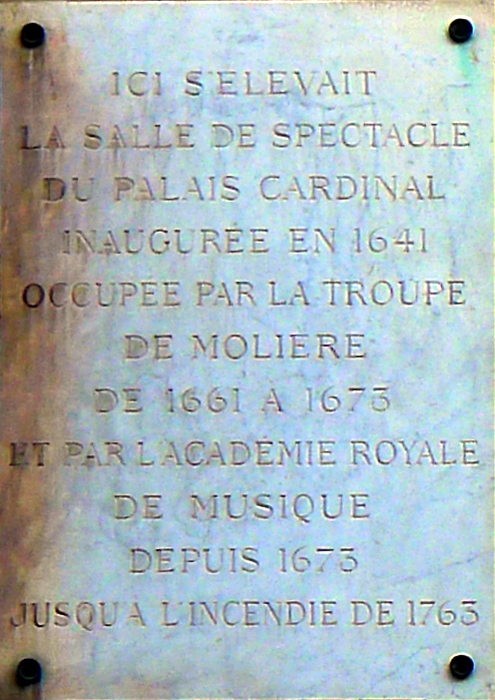
Plaque commémorative, rue Saint-Honoré à Paris.

### Ouvrages généraux
- Antoine Adam, Histoire de la littérature française au XVIIe siècle — Tome I : L'époque d'Henri IV et de Louis XIII, Paris, Éditions Albin Michel, 1997 (1re éd. 1956), 615 p. (ISBN 2-226-08910-1)
- Antoine Adam, Histoire de la littérature française au XVIIe siècle — Tome II : L'apogée du siècle, Paris, Éditions Albin Michel, 1997 (1re éd. 1956), 845 p. (ISBN 2-226-08922-5)
- (en) Andrew Ayers, The Architecture of Paris : an architectural guide, Stuttgart, Axel Menges, 2004, 415 p. (ISBN 978-3-930698-96-7, OCLC 607070844, lire en ligne).
- (en) Henry Carrington Lancaster, A History of French dramatic Literature in the seventeenth century, Part II : The Period of Corneille (1635-1651), New York, Gordian Press, 1966 (1re éd. 1932), 804 p..
- (en) Henry Carrington Lancaster, A History of French dramatic Literature in the seventeenth century, Part III : The Period of Molière (1652-1672), New York, Gordian Press, 1966 (1re éd. 1936), 896 p..
- (en) Henry Carrington Lancaster, A History of French dramatic Literature in the seventeenth century, Part IV : The Period of Racine (1673-1700), New York, Gordian Press, 1966 (1re éd. 1940), 984 p..
- (en) Stanley Sadie (éd.) (1992). The New Grove Dictionary of Opera (4 volumes). Londres Macmillan  (ISBN 978-1-56159-228-9).
- (en) Nigel Simeone, Paris : a musical gazetteer, New Haven, Yale University Press, 2000, ix-299 (ISBN 0-300-08054-9, OCLC 872497187, lire en ligne).

### Monographies
- (en) Per Bjurström, (1962). Giacomo Torelli and Baroque Stage Design, 2e éd. révisée, traduit du suédois. Stockholm, Almqvist & Wiksell. (OCLC 10226792).
- (en) Jan Clarke, (1998). The Guénégaud Theatre in Paris (1673–1680). Volume One: Founding, Design and Production. Lewiston, New York, The Edwin Mellen Press  (ISBN 9780773483927).
- (en) Barbara Coeyman, (1998). « Opera and Ballet in Seventeenth-Century French Theatres: Case Studies of the Salle des Machines and the Palais Royal Theater », dans Radice 1998, p. 37–71.
- (en) Joseph E. Garreau, (1984). « Molière », p. 397–418, dans McGraw-Hill Encyclopedia of World Drama, Stanley Hochman, éd. en chef. New York, McGraw-Hill  (ISBN 9780070791695).
- (en) Christopher Curtis Mead, (1991). Charles Garnier's Paris Opera. Cambridge, Massachusetts: The MIT Press  (ISBN 978-0-262-13275-6).
- Louis Duret de Noinville et Jacques-Bernard Travenol, Histoire du théâtre de l'Académie royale de musique en France depuis son établissement jusqu'à présent, Paris, 1757 (BNF 30386508).
- (en) Spire Pitou, The Paris Opéra : An Encyclopedia of Operas, Ballets, Composers, and Performers. Genesis and Glory, 1671–1715, vol. I, Westport, Greenwood Press, 1983, xii-365 (ISBN 978-0-313-21420-2, OCLC 906418661).
- (en) Spire Pitou, The Paris Opera : An Encyclopedia of Operas, Ballets, Composers, and Performers. Rococo and Romantic, 1715-1815, vol. II, Westport, Greenwood Press, 1985, 364 p. (ISBN 0-313-21420-4).
- (en) Mark A. Radice (éd.), (1998). Opera in Context: Essays on Historical Staging from the Late Renaissance to the Time of Puccini. Portland, Amadeus Press  (ISBN 9781574670325).

### Articles
- Ivan A. Alexandre, « 1650-1750, l'Harmonie des nations : l'Europe baroques en 50 lieux et en 50 disques », Diapason, Paris, no 532,‎ janvier 2006, p. 26-45 (Paris : 32–34) (ISSN 1292-0703)
- Géraldine Gaudefroy-Demombynes, Opéra français (1650-1791) et Opéra de Paris sous l’Ancien Régime…, Université de Rennes 2, 2017, 81p.  [lire en ligne la préface] [PDF]